# Ole Romeny
Ole Lennard Ter Haar Romenij (Nimega, 20 de junio de 2000) es un futbolista neerlandés, nacionalizado indonesio, que juega en la demarcación de delantero para el Oxford United F. C. de la EFL Championship.

## Trayectoria
Empezó a formarse como futbolista desde muy pequeño en la disciplina del NEC Nimega. Estuvo ascendiendo de categorías hasta que en la temporada 2017-18 finalmente subió al primer equipo, haciendo su debut el 19 de enero de 2018 en un partido de la Eerste Divisie contra el Almere City F. C., tras sustituir a Ferdi Kadioglu en el minuto 83. En septiembre de 2020 fue cedido al Willem II.
Tras abandonar definitivamente Nimega, jugó para el F. C. Emmen y el F. C. Utrecht. Este último lo traspasó en enero de 2025 al Oxford United F. C.

## Selección nacional
En febrero de 2025 obtuvo la nacionalidad indonesia y el 20 de marzo hizo su debut con la selección absoluta en un encuentro de clasficación para el Mundial 2026 ante Australia en el que fueron derrotados y en el que marcó su primer gol como internacional.
El 5 de junio de 2025 volvió a marcar el único gol desde el punto de penal en la victoria por 1-0 contra China y, una vez más, fue elegido hombre del partido por segunda vez consecutiva.

## Estadísticas

### Clubes
Actualizado al último partido disputado el 3 de mayo de 2025.
| Club                           | Div.          | Temporada     | Liga  | Liga  | Copas nacionales | Copas nacionales | Copas internacionales | Copas internacionales | Total | Total |
| Club                           | Div.          | Temporada     | Part. | Goles | Part.            | Goles            | Part.                 | Goles                 | Part. | Goles |
| ------------------------------ | ------------- | ------------- | ----- | ----- | ---------------- | ---------------- | --------------------- | --------------------- | ----- | ----- |
| NEC Nimega · Países Bajos      | 2.ª           | 2017-18       | 6     | 1     | 0                | 0                | ―                     | ―                     | 6     | 1     |
| NEC Nimega · Países Bajos      | 2.ª           | 2018-19       | 24    | 1     | 1                | 0                | ―                     | ―                     | 25    | 1     |
| NEC Nimega · Países Bajos      | 2.ª           | 2019-20       | 27    | 8     | 1                | 0                | ―                     | ―                     | 28    | 1     |
| NEC Nimega · Países Bajos      | 2.ª           | 2020-21       | 5     | 0     | 0                | 0                | ―                     | ―                     | 5     | 0     |
| Willem II · Países Bajos       | 1.ª           | 2020-21       | 11    | 0     | 0                | 0                | ―                     | ―                     | 11    | 0     |
| Willem II · Países Bajos       | Total club    | Total club    | 11    | 0     | 0                | 0                | 0                     | 0                     | 11    | 0     |
| NEC Nimega · Países Bajos      | 1.ª           | 2021-22       | 10    | 0     | 3                | 2                | ―                     | ―                     | 13    | 2     |
| NEC Nimega · Países Bajos      | Total club    | Total club    | 72    | 10    | 5                | 2                | 0                     | 0                     | 77    | 12    |
| F. C. Emmen · Países Bajos     | 2.ª           | 2021-22       | 12    | 2     | 0                | 0                | ―                     | ―                     | 12    | 2     |
| F. C. Emmen · Países Bajos     | 1.ª           | 2022-23       | 37    | 12    | 2                | 0                | ―                     | ―                     | 39    | 12    |
| F. C. Emmen · Países Bajos     | Total club    | Total club    | 49    | 14    | 2                | 0                | 0                     | 0                     | 51    | 14    |
| F. C. Utrecht · Países Bajos   | 1.ª           | 2023-24       | 16    | 1     | 2                | 0                | —                     | —                     | 18    | 1     |
| F. C. Utrecht · Países Bajos   | 1.ª           | 2024-25       | 13    | 2     | 1                | 0                | —                     | —                     | 14    | 2     |
| F. C. Utrecht · Países Bajos   | Total club    | Total club    | 29    | 3     | 3                | 0                | 0                     | 0                     | 32    | 3     |
| Oxford United F. C. Inglaterra | 2.ª           | 2024-25       | 14    | 1     | 0                | 0                | —                     | —                     | 14    | 1     |
| Oxford United F. C. Inglaterra | Total club    | Total club    | 14    | 1     | 0                | 0                | 0                     | 0                     | 14    | 1     |
| Total carrera                  | Total carrera | Total carrera | 175   | 28    | 10               | 2                | 0                     | 0                     | 185   | 30    |